# Рантанен, Яри
Яри Рантанен (фин. Jari Rantanen; 31 декабря 1961, Хельсинки, Финляндия) — финский футболист, нападающий. Трёхкратный чемпион Финляндии, Чемпион Швеции, обладатель Кубка УЕФА в составе шведского «Гётеборга». Выступал за команды ХИК, «Эшторил-Прая», «Беерсхот», «Гётеборг», «Лестер Сити», «ФиннПа» и «Паллокерхо-35». Всего за сборную Финляндии сыграл 29 матчей и забил 4 гола.

## Клубная карьера
Яри Рантанен родился в столице Финляндии — городе Хельсинки, и свою футбольную карьеру начал в 1980 году в местной команде ХИК. Во время первого периода выступлений за столичный клуб провёл в нём три сезона, приняв участие в 74 матчах чемпионата и забив 16 голов. Большую часть времени, проведённого в составе ХИКа, был основным игроком атакующей звена команды. В составе команды впервые стал чемпионом Финляндии в 1981 году.
В 1983 году решил попробовать свои силы в зарубежном первенстве, и отбыл в Португалию, где присоединился к составу команды «Эшторил-Прая». Но в эшторилском клубе финский нападающий задержался ненадолго, сыграв лишь 9 матчей в португальском первенстве, и вернулся на родину. В Финляндии Рантанен вдруг вновь примерил форму родного клуба ХИК и за неполных два года выступлений во второй раз стал и чемпионом Финляндии в 1985 году.
В 1985 году Яри Рантанен решил попробовать силы в бельгийском первенства, и присоединился к составу антверпенского «Беерсхот». Но стать стабильным игроком основы финскому нападающему не удалось, и за год Рантанен покидает бельгийский клуб.
В 1986 году финский нападающий становится игроком шведского футбольного клуба «Гётеборг». Хотя в чемпионате Швеции Рантанен сыграл только 11 матчей, в которых отличился забитыми голами лишь дважды, он вместе с командой также завоевал титул чемпиона Швеции. Свои бомбардирские способности финн полностью обнаружил в розыгрыше Кубка УЕФА, где он стал одним из четырёх лучших бомбардиров турнира, отметившись 5 раз, вместе с голландцами Петером Гаутманом и Вимом Кифтом и бразильцем из португальской «Витории» Паулинью Каскавелом. Бомбардирские способности финна помогли «Гётеборгу» дойти до финала турнира, в котором шведский клуб по сумме двух матчей победить шотландский «Данди Юнайтед». В этих играх Яри Рантанен сидел в запасе, но вместе с командой стал обладателем Кубка УЕФА.
После успешного сезона в Швеции Рантанен отправился в Англию, где в течение двух сезонов выступал за команду «Лестер Сити» из одноимённого города.
В 1989 году вернулся на родину, где в третий раз надел футболку столичного ХИКа, где выступал до 1990 года.
После двухлетнего паузы в выступлениях вышел на футбольное поле в 1993 году в качестве игрока клуба «ФиннПа». В 1996 году очередной раз вернулся в столичный ХИК, с которым в третий раз выиграл титул чемпиона Финляндии. В 1997 году один сезон выступал за «ФиннПа», а завершил профессиональную игровую карьеру в клубе «Паллокерхо-35», за команду которого выступал на протяжении сезона 1997—1998 годов.

## Выступления за сборную
В составе сборной Финляндии провёл 29 игр и 4 раза забил.

## Достижения

### Клубные
ХИК
- Чемпион Финляндии (3: 1981, 1985, 1990)
- Обладатель Кубка Финляндии (2 :1981, 1984)
- Обладатель Суперкубка Финляндии (1996)

Гётеборг
- Чемпион Швеции (1987)
- Обладатель Кубка УЕФА (1986/87)

### Личные
- Лучший бомбардир Кубка УЕФА (5 голов, 1986/87) — совместно с Паулинью Каскавелом, Вимом Кифтом и Петером Хаутманом)